# Sendai Television

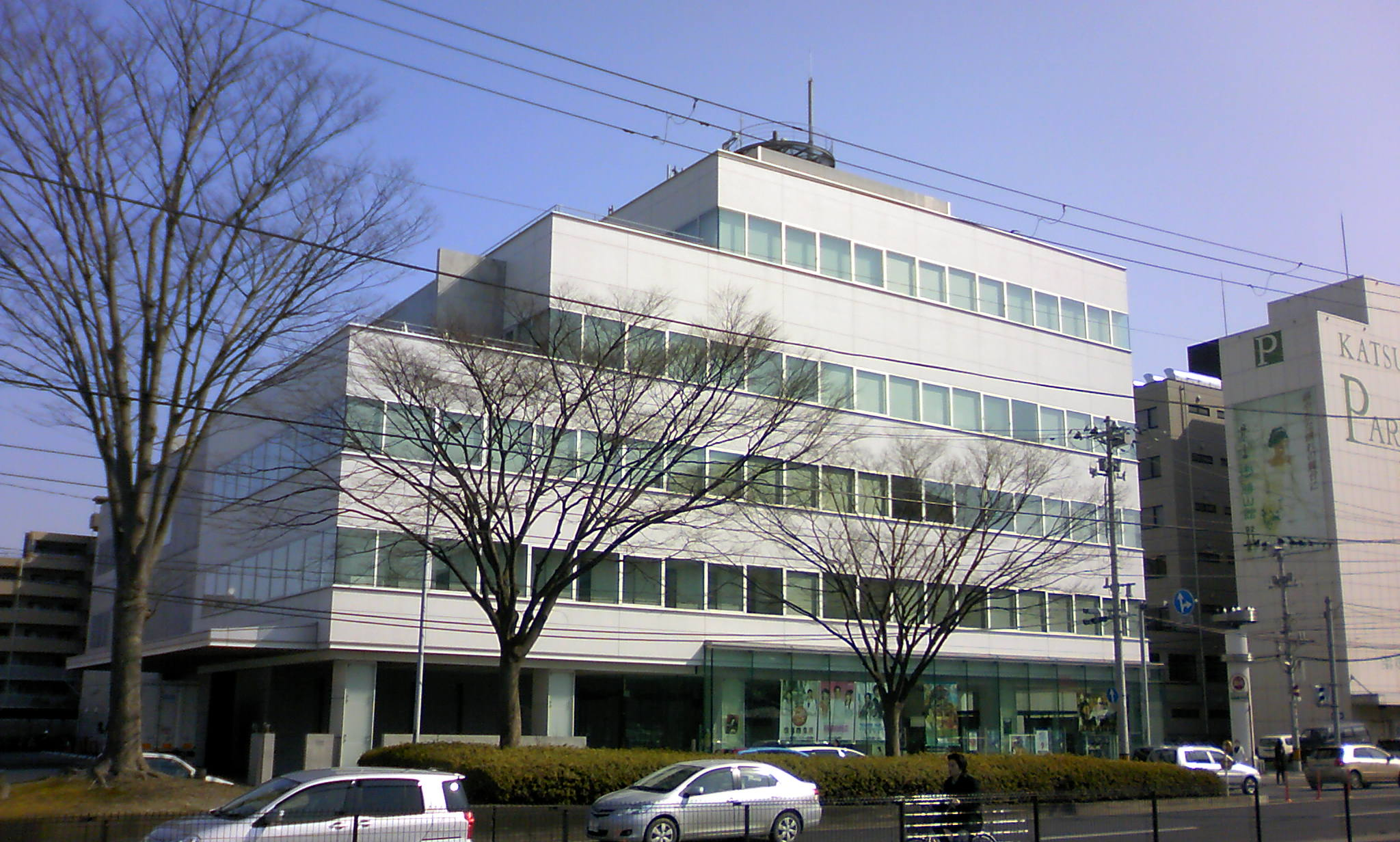
A Sendai Television székhelye

A  Sendai Television Inc. (株式会社仙台放送) vagy OX szendai székhelyű japán televízióadó, a Fuji News Network (FNN) és a Fuji Network System (FNS) hálózatok tagja, amely Mijagi prefektúrában sugároz. A vállalatot 1962. október 1-jén alapították.

## Televízióadó
- Szendai

Analóg: JOOX-TV, 12. csatorna, videó: 10 kW, hang: 2,5 kW (utolsó sugárzása 2012. március 31-én volt)
Digitális: JOOX-DTV, 21. csatorna, 3 kW

## Műsorai
- Jodzsi TV!
- FNN Sendai Hoso Super News
- Bokurano dzsidai
- Sportan!
- JCB Classic